# Archibald Montagu-Stuart-Wortley-Mackenzie (3e comte de Wharncliffe)

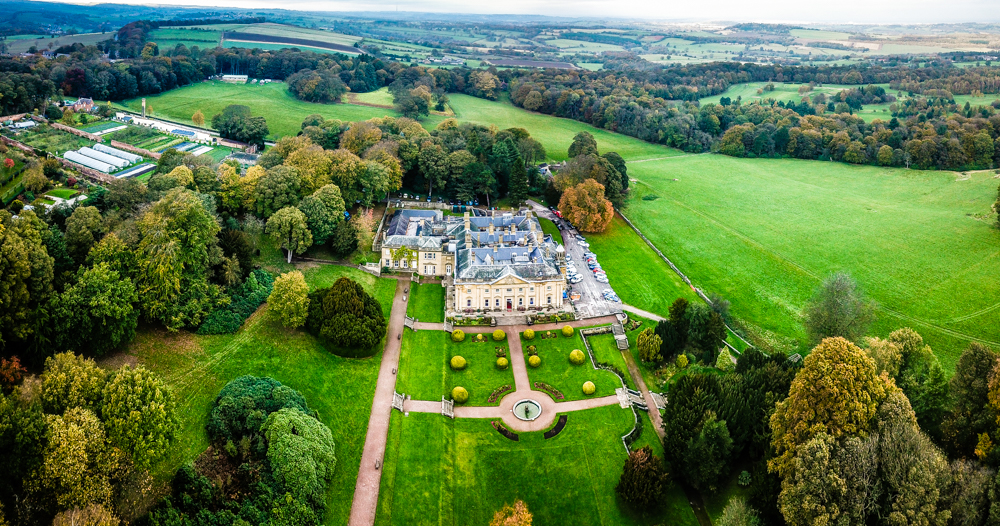
Wortley Hall

Archibald Ralph Montagu-Stuart-Wortley-Mackenzie, 3e comte de Wharncliffe (17 avril 1892 - 16 mai 1953) est un soldat anglais, pair et propriétaire terrien, membre de la Chambre des lords.

## Biographie
Fils de Francis John Montagu-Stuart-Wortley-Mackenzie, 2e comte de Wharncliff, par son mariage avec Ellen Gallwey, le jeune Montagu-Stuart-Wortley-Mackenzie fait ses études au Collège d'Eton et au Royal Military College, Sandhurst, d'où il est officier dans les Life Guards. Il est aide de camp de Lord Buxton, gouverneur général d'Afrique du Sud, entre 1915 et 1916, puis est en service actif pendant la Première Guerre mondiale, atteignant le grade de capitaine. Le 8 mai 1926, son père meurt et il lui succède en tant que comte de Wharncliffe et vicomte Carlton et en tant que propriétaire du domaine de Wortley Hall dans le Yorkshire.
Wharncliffe est juge de paix et lieutenant adjoint pour le West Riding of Yorkshire.
Pendant la Seconde Guerre mondiale, Wortley Hall est réquisitionné pour être utilisé par l'armée britannique et s'est détérioré. En 1950, Wharncliffe le vend pour en faire un centre de formation.
Le 24 mars 1918, il épouse Maud Lillian Elfreda Mary Wentworth-Fitzwilliam, fille de William Wentworth-Fitzwilliam (7e comte Fitzwilliam), et de Maud Frederica Elizabeth Dundas, dont le père est Lawrence Dundas (1er marquis de Zetland). Leurs enfants sont :
- Ann Lavinia Maud Montagu-Stuart-Wortley-Mackenzie (née en 1919)[1] qui en 1939 épouse le commandant Vivian Russell Salvin Bowlby et a un fils, Michael Robin Salvin Bowlby, en 1947 [2] ;
- Mary Diana Montagu-Stuart-Wortley (1920-1997)[1] qui épouse comme seconde épouse Henry Pelham-Clinton-Hope (9e duc de Newcastle), et a deux filles[3] ;
- Barbara Maureen Montagu-Stuart-Wortley-Mackenzie (1921-2014), épouse en 1943 David Cecil Ricardo et a deux fils, Dorrian Harry Ralph Ricardo (1952) et Richard Michael David Ricardo (1955)[1] ;
- Mary Rosemary Marie-Gabrielle Montagu-Stuart-Wortley-Mackenzie (1930-2017), qui épouse David Courtenay Mansel Lewis, le dernier Lord-lieutenant du Carmarthenshire[1] ;
- Alan James Montagu-Stuart-Wortley-Mackenzie, 4e comte de Wharncliffe (1935-1987)[1].